# Giovanni Francesco Romanelli

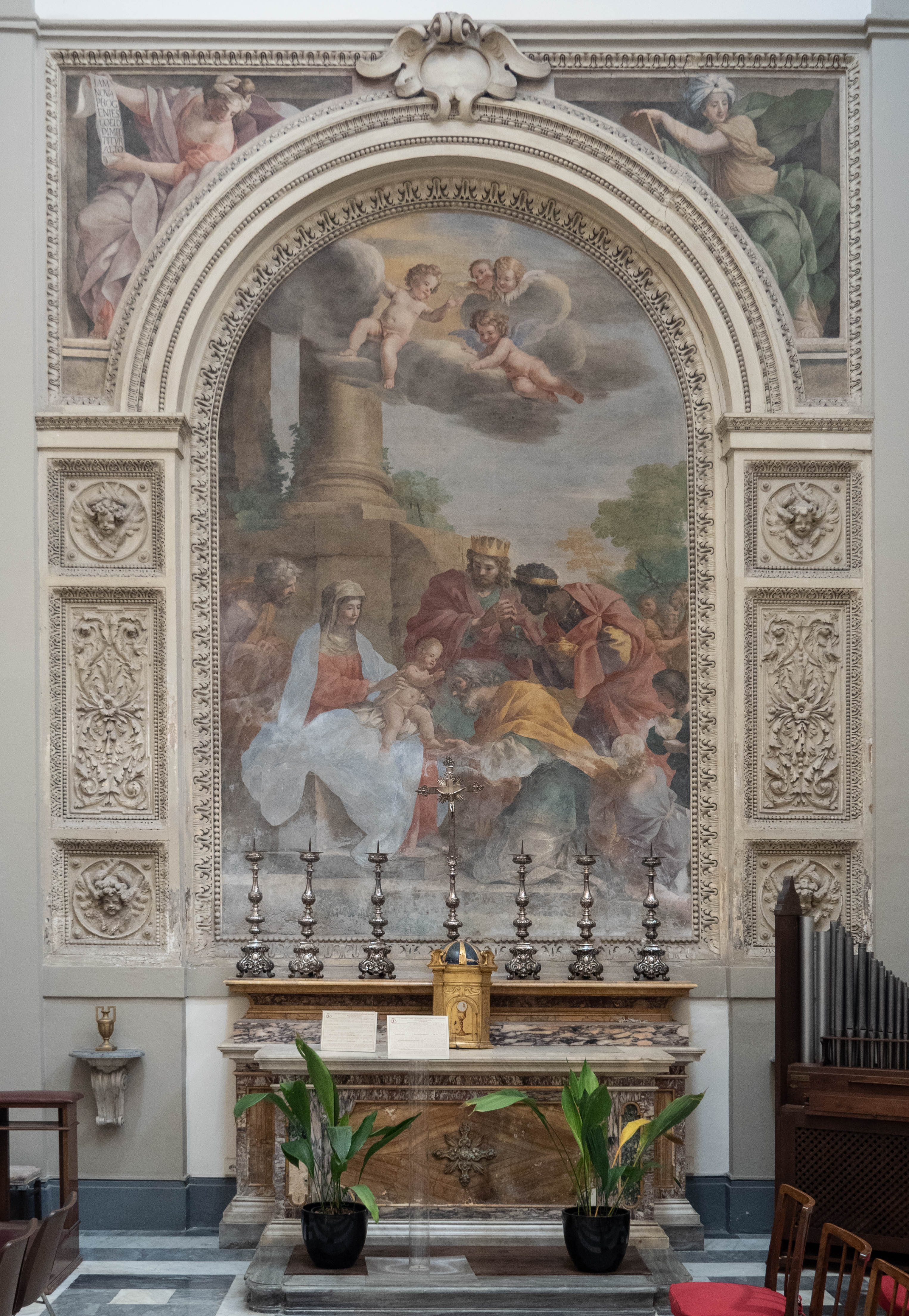
Anbetung der Drei Könige – Sant’Eligio degli Orefici, Rom

Giovanni Francesco Romanelli, auch Raffaellino oder il Viterbese genannt (* 1610 in Viterbo; † 9. November 1662 in Viterbo) war ein italienischer Maler des Barock. Gleich wie Pietro da Cortona und Gian Lorenzo Bernini war Romanelli ein vielseitiger Künstler und betätigte sich sowohl als Maler, Architekt als auch in handwerklichen Künsten. Er wirkte im Wesentlichen in Rom, Viterbo und Paris.

## Leben

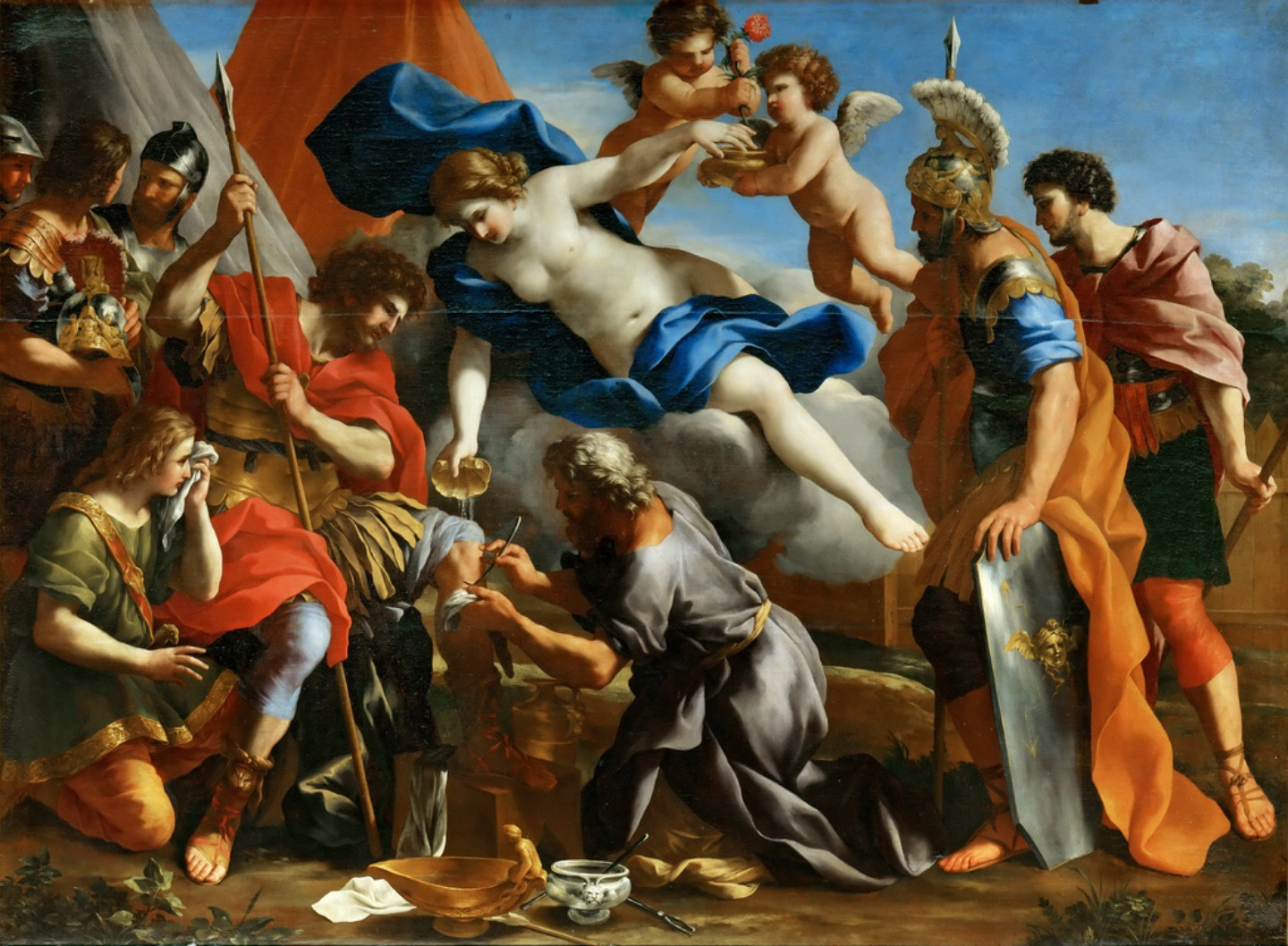
Venus und Aeneas – Louvre

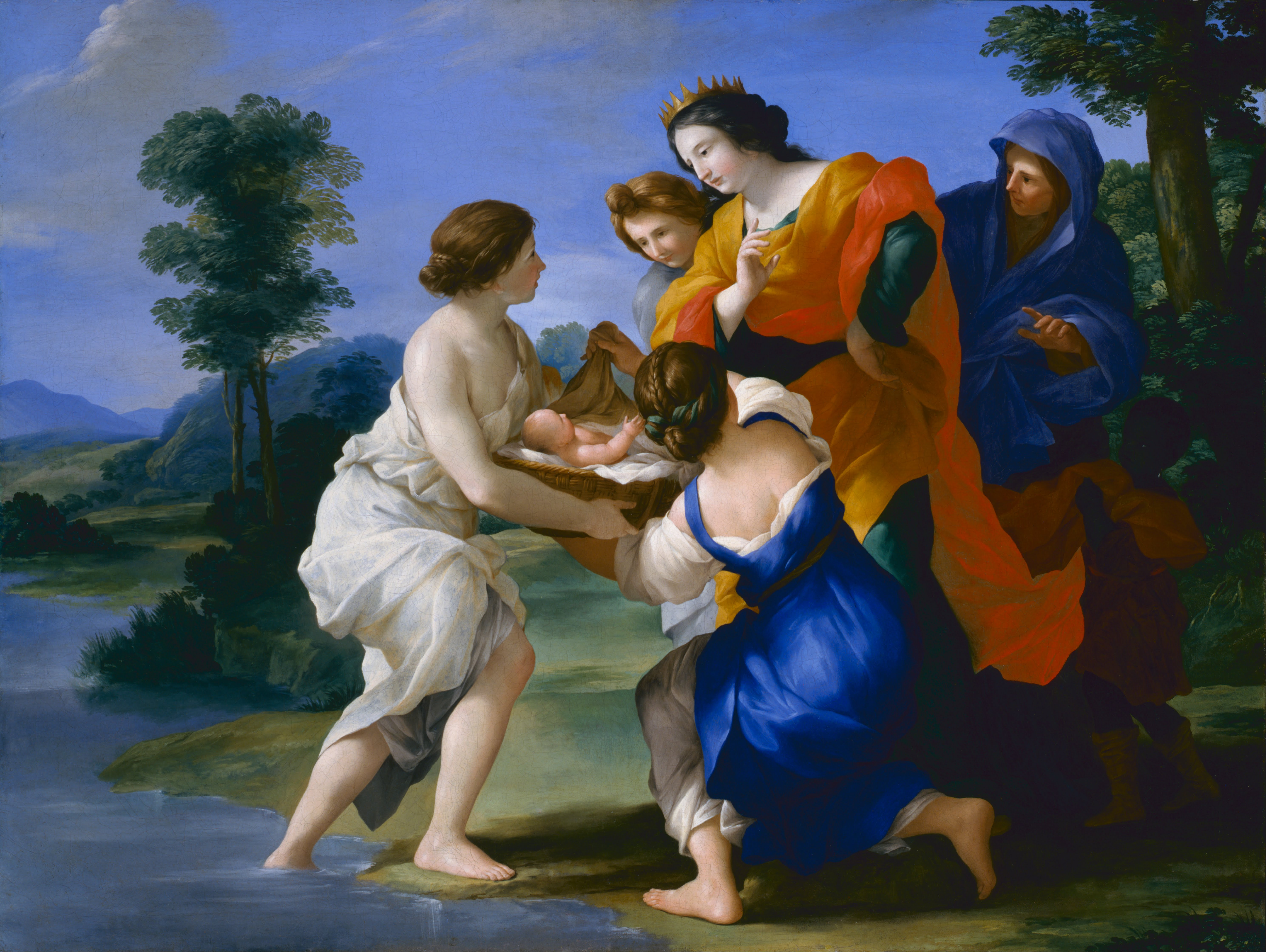
Auffindung des Moses – Museum of Art, Indianapolis

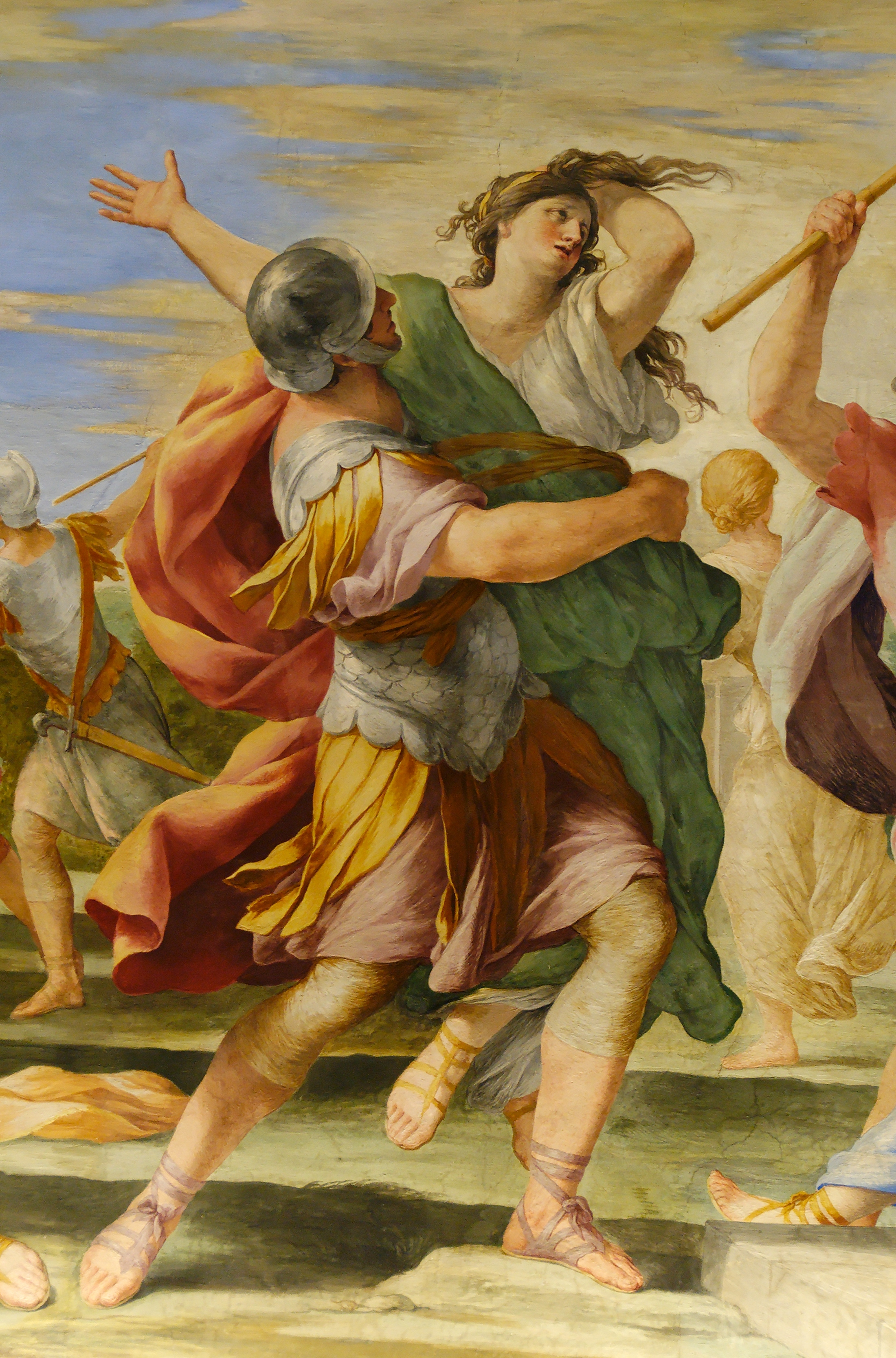
Raub der Sabinerin – Louvre

Romanelli wurde als Sohn von Laura de Angelis und Bartolomeo Romanelli in Viterbo geboren. Im Alter von ca. 14 Jahren ging er nach zu einer ersten Malerausbildung Rom. Zurück in Viterbo studierte er bei den Jesuiten Literatur, setzte aber seine Laufbahn als Künstler fort, möglicherweise in der Werkstatt von Domenichino. In den Jahren 1631 und 1632 arbeitete er nachweislich mit Pietro da Cortona – dem damals wichtigsten Vertreter der Barockmalerei in Rom – an der Freskierung der Kapelle des Palazzo Barberini und in der Kirche San Lorenzo in Damaso. Bald genoss er großes Ansehen und wurde von Kardinal Francesco Barberini unterstützt und gefördert. Er arbeitete weiterhin in Rom an bedeutenden Aufträgen, meist unter der Leitung von Gian Lorenzo Bernini: die Fresken in der Sala della Contessa Matilda im Vatikan (1637–1642); das Fresko Darstellung Mariens im Tempel in der Kirche Santa Maria degli Angeli (1638–1642); die Fresken in den römischen Palazzi Lante, Altemps und Costaguti. Ab dieser Zeit begann er seine barocke Formensprache zu ändern. Er orientierte sich zunehmend an Raffael und ließ sich durch einen einfacheren, funktionelleren, fast „neorenaissanceartigen“ Stil inspirieren, woran ihn auch die Zusammenarbeit mit Bernini nicht hinderte. 1644/45 schuf Romanelli ein großformatiges Gemälde (6,2 × 3,5 m) Himmelfahrt der Maria, das Kardinal F. Barberini dem Kloster St. Gallen schenkte.
Durch die Unterstützung Berninis wurde er Mitglied der Accademia di San Luca und 1639 zu deren Präsidenten gewählt. Mit dem Tod von Papst Urban VIII. (Maffeo Barbarini) und der Wahl von Innozenz X. aus der Familie Pamphilj 1644 auf den Papstthron fiel die Familie Barberini in Ungnade und Romanelli verlor seinen einflussreichen Gönner. Gerufen von Kardinal Jules Mazarin, dem Premierminister des französischen Königs und einem politisch Verbündeten von Kardinal Francesco Barberini, ging er 1646 nach Paris. Er stattete die Galerie des Palais Mazarin (heute Bibliothèque nationale de France) mit einem Freskenzyklus aus den Metamorphosen von Ovid aus. Diese Arbeiten hatten einen bedeutenden Einfluss auf die weitere Entwicklung der französischen Kunst. Zurückgekehrt nach Rom, erhielt er zahlreiche, lukrative Aufträge in verschiedenen Kirchen und von namhaften privaten Sammlern.
Während des zweiten Aufenthalts in Paris von 1655 bis 1657 arbeitete er im Auftrag von Anna von Österreich, der Mutter König Ludwig XIV., an der Ausmalung der Sommerwohnung im Palais du Louvre. In Frankreich war er auch im Schloss von Le Raincy und im Bischofspalast von Carpentras tätig. Für seine Werke in Frankreich wurde er von König Ludwig XIV. zum Ritter des St. Michaels Orden ernannt.
In den letzten Jahren seines Lebens kehrte er nach Viterbo zurück und führte ab 1658 im Dom seine letzten Werke aus. Sein Sohn und Schüler Urban (Viterbo 1650/52–1682) war mit ihm in Viterbo tätig.

## Werke (Auswahl)
Rom
- Palazzo Barberini: Die Jünger von Emmaus, Anbetung der Hl. Drei Könige, Die Auferstehung, Rast auf der Flucht nach Ägypten, Christi Geburt, Das letzte Abendmal (derzeit an der Italienischen Botschaft in Madrid/2018), Kartons für Wandteppiche.
- Apostolischer Palast: Kartons für 7 Wandteppiche mit Putten „im Stil Raffaels“, 1637–1641.
- Kapitolinische Museen, Pinakothek: Der Raub der Helena, 1630/1632; David, 1635/1640; Die Unschuld, 1650.
- Santi Domenico e Sisto: Rosenkranzmadonna.
- Santa Maria degli Angeli: Darstellung Mariens im Tempel (Chor), 1638–1642.
- Santa Maria dell’Anima: Himmelfahrt Mariä (Sakristei), 1638.
- Sant’Eligio degli Orefici: Anbetung der Könige (Seitenaltar) und Sibyllen (in den Zwickeln), 1639.
- Biblioteca Vallicelliana: Die göttliche Weisheit (Deckenbild).

Paris
- Bibliothèque nationale de France: Freskenzyklus aus den Metamorphosen von Ovid, 1646–1647.
- Palais du Louvre: Dekorationen und Gemälde für Anna von Österreich, 1655–1657.

Viterbo
- Dom: Heiliger Laurentius (Altarbild),  Madonna mit den Heiligen Joseph und Bernhardin (1. Seitenschiff, 2. Kapelle).
- Museo del Colle del Duomo: Verkündigung.

St. Gallen
- Stiftskirche: Himmelfahrt der Maria (Hochaltar, oben rechteckig ergänzt), 1644–45

Sonstige Sammlungen

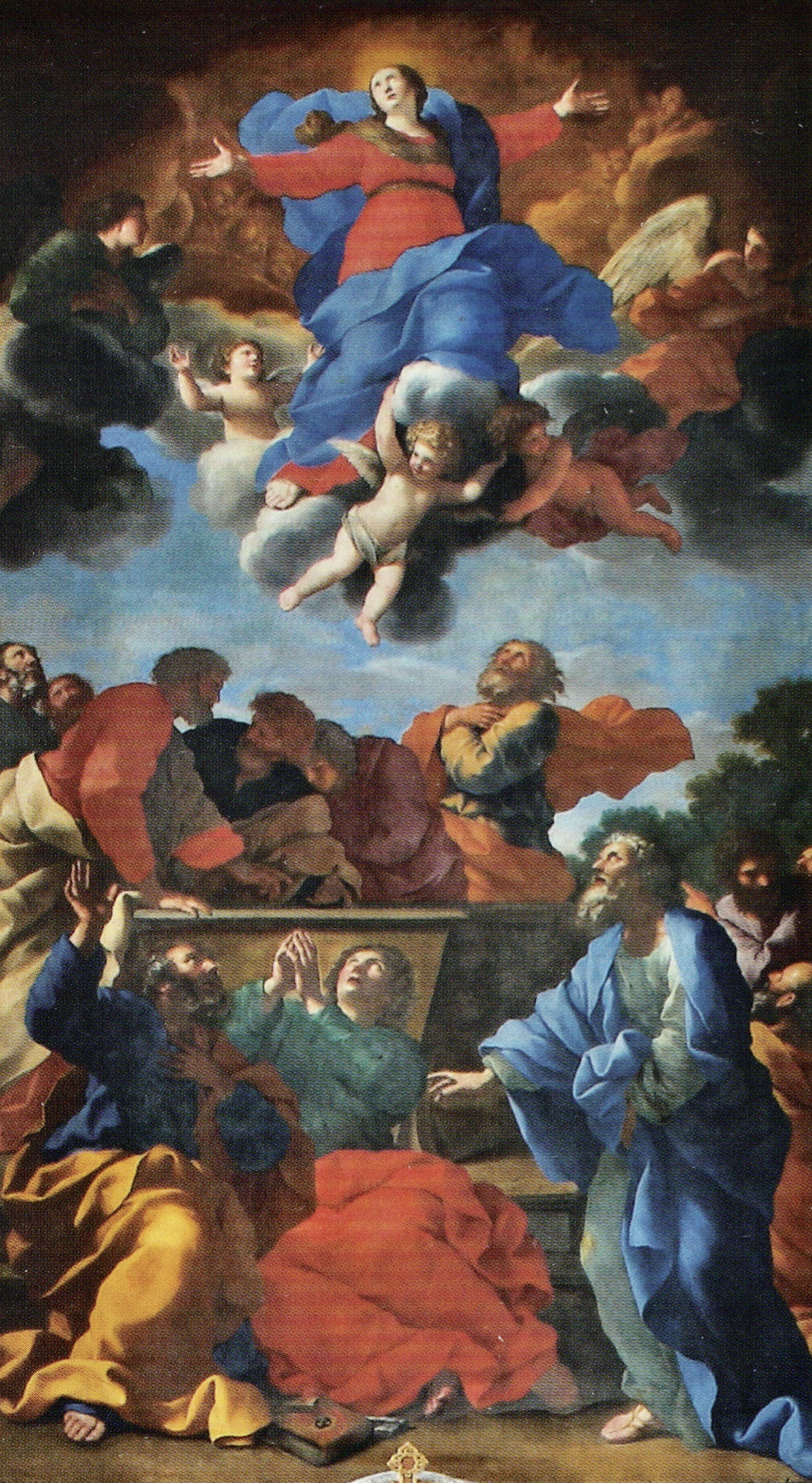
Himmelfahrt der Maria - Stiftskirche St. Gallen

- Museo del Prado, Madrid: Römische Gladiatoren, 1635–1639.
- Palacio Real, Aranjuez: Kreuzabnahme.
- Gemäldegalerie des Museums für Bildende Kunst, Budapest: Bildnis der Marquise de Montespan.
- Museum of Art, Indianapolis: Die Auffindung des Moses.
- Alte Pinakothek, München: Salome.
- San Matteo in Soarta, Pisa: Die Berufung des Hl. Matthäus (Altarbild).
- Serra San Quirico, Santa Lucia: Madonna mit Kind und dem heiligen Hugo.
- Sant’Agostino, Siena: Anbetung der Drei Könige.
- San Vigilio, Siena: Die Heilige Anna.
- Kunsthistorisches Museum, Wien: Tarquinius und Lukrezia, ca. 1638;  Jephta erblickt seine Tochter.